# Primární volby
Primární volby nebo stručně primárky je demokratický způsob určení (nominace) kandidáta do všeobecných voleb, běžný hlavně v USA. V České republice provádí primární volby pomocí internetového hlasování Česká pirátská strana. 

## Popis
V moderních zastupitelských demokraciích voliči obvykle vybírají mezi kandidáty různých politických stran. V systémech s poměrným zastoupením, kde voliči vybírají mezi kandidátními listinami, provádí obvykle nominaci kandidátů (včetně pořadí na listině) vedení politické strany, případně členská schůze strany. V USA a v některých dalších zemích, kde se volí většinovým systémem v jednomandátových obvodech, o této nominaci rozhodují členové příslušné strany v primárních volbách. Primární volby jsou zvláště významné při přípravě prezidentských voleb, ale pořádají se i před volbami zastupitelských orgánů.
Primární volby mohou být uzavřené, pokud se jich mohou účastnit jen registrovaní členové strany, anebo otevřené, pokud připouštějí i účast neregistrovaných sympatizantů a dalších voličů. Mezi oběma extrémy je i řada kompromisních řešení.
Primární volby mohou sloužit také k tomu, aby se pouze redukoval počet kandidátů.